# Verrucella granulata
Verrucella granulata is een zachte koraalsoort uit de familie Ellisellidae. De koraalsoort komt uit het geslacht Verrucella. Verrucella granulata werd in 1788 voor het eerst wetenschappelijk beschreven door Esper. 